# エトレンヌ
有限会社エトレンヌ（étrenne）は東京都目黒区にあるモデルエージェンシーである。
2000年5月16日に設立。ファッションモデルの他にスタイリスト、フォトグラファーが所属。

## 所属モデル
- 伽奈
- 楓美
- 高見まなみ
- 山岸ゆりは
- 谷口蘭
- チェルシー舞花
- 琉花
- 寺田椿
- 中村奈央子
- 浅野麻由子
- 花梨
- 中島セナ

### 過去の所属者
- 今宿麻美
- Mari Mari
- ERI
- ニコル
- 佐原モニカ
- 貴未
- KOTAO